# Дърводелска каракуда
Дърводелската каракуда (Argyrozona argyrozona) е вид бодлоперка от семейство Sparidae. Видът е почти застрашен от изчезване.

## Разпространение и местообитание
Разпространен е в Южна Африка.
Среща се на дълбочина от 20 до 173 m, при температура на водата от 12,1 до 19,8 °C и соленост 35 — 35,4 ‰.

## Описание
На дължина достигат до 90 cm, а теглото им е максимум 3500 g.
Продължителността им на живот е около 27 години.